# Rosen Tantau
Rosen Tantau es un negocio familiar de horticultura alemán fundado en 1906 y dirigido desde sus inicios por Mathias Tantau (sénior), después por su hijo Mathias Tantau jun. desde 1948 hasta 1985, año en el que se hizo cargo de la empresa uno de los antiguos empleados. La dedicación del vivero se ha enfocado en la creación de híbridos de rosas de los grupos Floribunda e Híbrido de té desde sus inicios, la empresa se define como un "creador-productor de rosas."
Es uno de los principales cultivadores de rosas del mundo y ha producido un gran número de variedades conocidas de rosas. La empresa cuenta con unos 90 empleados y tiene 50 agencias de ventas en los principales países del mundo. Se vende más de dos millones de plantas de rosa en la venta al por menor y al por mayor en todo el mundo, y el mismo número por licencia a Australia, Japón, Estados Unidos y América. Hasta ahora, la compañía puso en marcha más de 350 variedades de nuevas rosas de jardín en el mercado. Junto con W. Kordes' Söhne estas empresas han dominado el 50 por ciento del mercado mundial de las rosas cortadas. Con la rosa 'Black Magic' Rosen Tantau consiguió una de las más exitosas series de todos los tiempos en el mercado.

## Historia

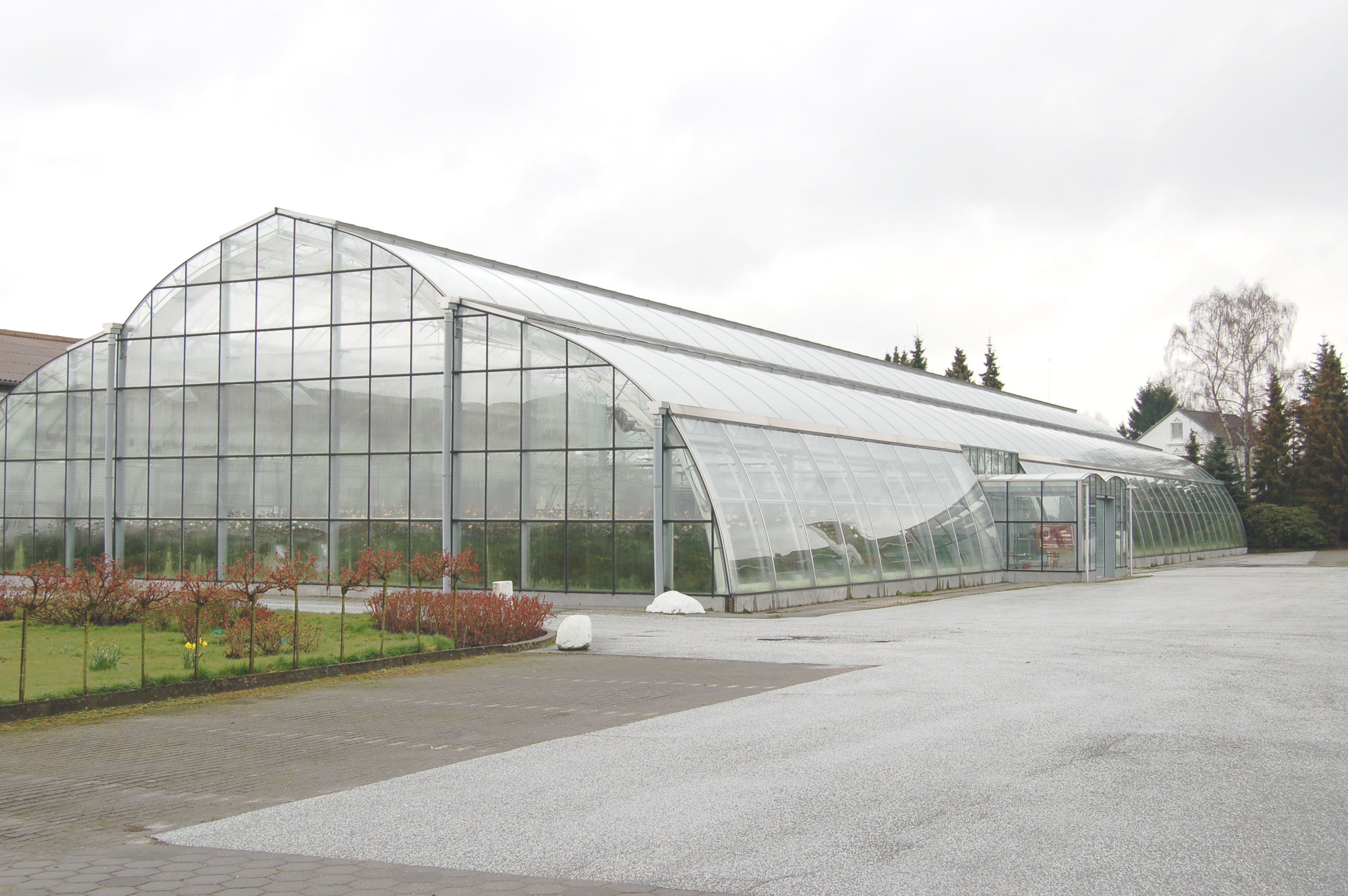
Uno de los modernos invernaderos propiedad de la empresa.

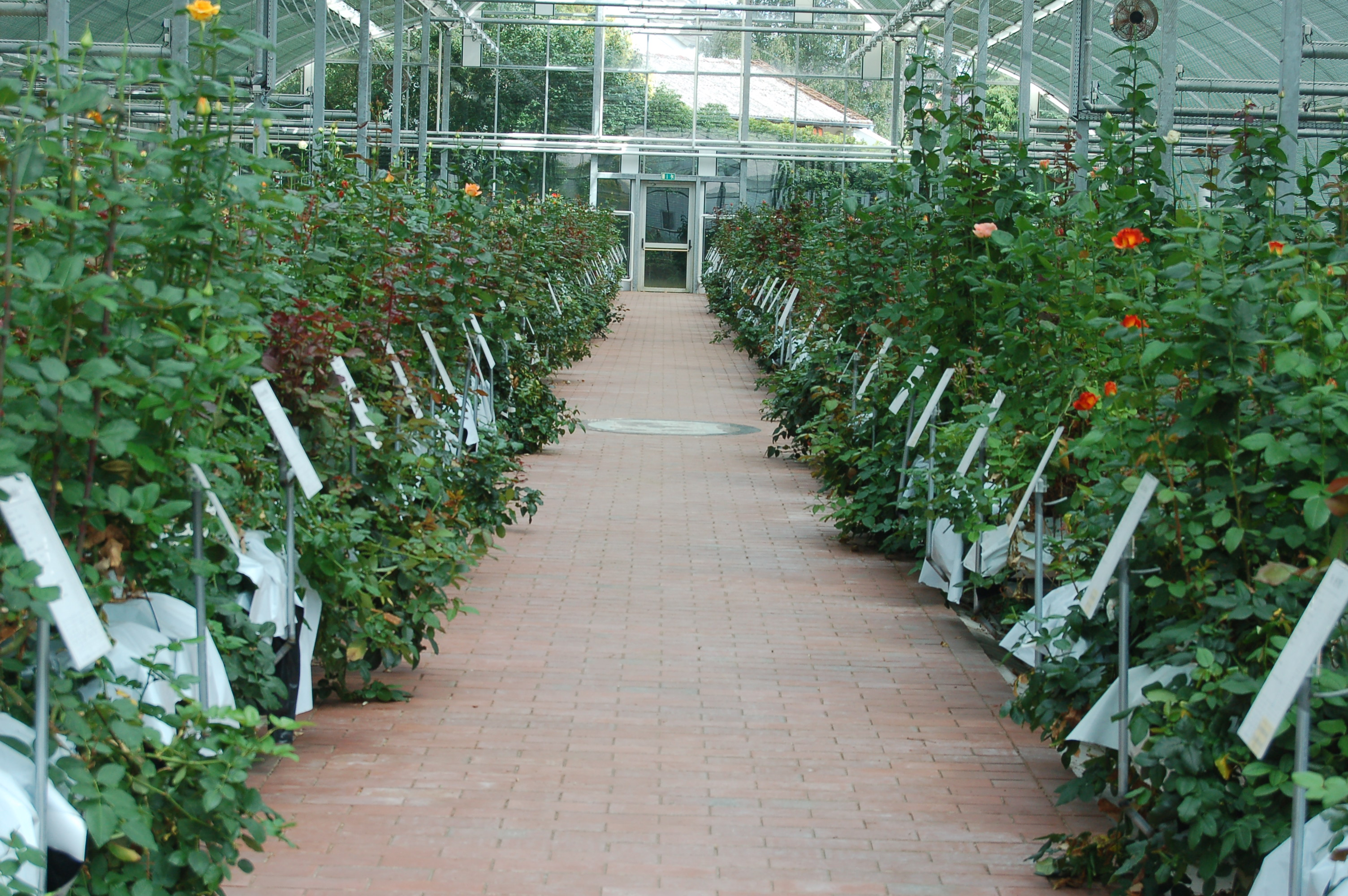
Interior de uno de los invernaderos.

Mathias Tantau sénior nació en 1882, el hijo de un granjero. Después de la escuela regular que hizo una docencia como viverista.  Posteriormente, trabajó durante un año en la Escuela de la Rosa de Peter Lambert en Trier-Tréveris. A partir de ahí se trasladó a Francia y Suiza, donde trabajó en varios viveros especializados en rosas. 
Después de unos años volvió a Uetersen donde en un pedazo de tierra de su padre construyó un vivero en 1906. Pero su enfoque principal fue en el cultivo de rosas de jardín y de rosas silvestres. A través de una buena comercialización, el número de plantas de rosas producidas anualmente se elevó en 1914 a más de 250.000, y el de rosas silvestres a más de 3 millones Además, hubo varios miles de rosas estándar cultivadas.
Durante este tiempo, el resultado fue la creación de una empresa de cultivo de rosas de fama mundial Rosen Tantau. La subsiguiente Primera Guerra Mundial trajo una gran pérdida de ingresos con ella y las rosas perdieron el interés de la gente. Durante este tiempo, Mathias Tantau comenzó con la obtención de nuevas variedades de rosas. Las primeros dos nuevas variedades fueron 'Stadtrat Meyn' y 'Schöne von Holstein', que se introdujo en 1919. Había otras variedades como 'Rotelfe', que apareció en 1922.
El 10 de agosto de 1925, después de un desastre natural inusual que ocurrió en Uetersen. Un tornado de fuerza F3 quedaron destruidas grandes partes de la ciudad y los campos de cultivo de rosas y los invernaderos existentes. Debido a que el daño no estaba cubierto por el seguro, Mathias Tantau paró haciendo frente a la ruina. Sólo con el mayor esfuerzo la empresa pudo ser reconstruida y fue seguido por la consecución de otras variedades nuevas de rosas, comoJohanneszauber, Professor Gnau y Tantaus Überraschung.
En 1933 fundó junto con Wilhelm Kordes y el maestro jardinero de Uetersen y después alcalde Ernst Ladewig Meyn el Rosarium Uetersen, la rosaleda más antigua y más grande del norte de Alemania.
Mathias Tantau sen. murió el 26 de junio de 1953 en Uetersen. Una de sus últimas creaciones fue la famosa 'Schweizer Gruß' ('Red Favorit'), que llegó al mercado en 1953 después de su muerte.
Su hijo Mathias Tantau jun. también hibridador rosalista, se hizo cargo del negocio de su padre en 1948.
Mathias Tantau jun. nació en Uetersen en 1912. Después de terminar la escuela, fue reclutado después en el ejército. Después del final de la Segunda Guerra Mundial, regresó del cautiverio de nuevo a Uetersen para allá en 1948 retomar su trabajo en la granja de su padre (Rosen Tantau). 
Poco después, comenzó a cambiar en el proceso de mejoramiento, siguiendo la tendencia imperante de rosas de flor grande, brillante y de tallo largo. Una de sus nuevas variedades fue la rosa 'Konrad Adenauer', que apareció en 1954. 
En 1960, Mathias Tantau jun. trajo uno de sus mayores éxitos en el mercado, la rosa color naranja salmón 'Super Star'. Había otras variedades, como 'Duftwolke' y 'Floribundarose', las cuales las introdujo en el mercado en el año 1963.
Mientras tanto, sus actividades había crecido hasta alcanzar alrededor de 70 empleados que producían tres millones de plantas de rosas al año. El área de invernaderos era de unos 2.500 metros cuadrados. Mathias Tantau júnior ganó varios premios internacionales por su cría de rosa. Por sus contribuciones a la rosa, tarde le fue otorgada la Medalla conmemorativa Georg Arends.
En 1985 Mahias Tantau vendió la granja de rosas, a uno de sus empleados, y se retiró unos años más tarde a descansar. Mathias Tantau júnior murió el 28 de marzo de 2006 a los 93 años, en Uetersen.
En el año 2003 tenían un área de cultivo de invernaderos de 1.500 m² en los cuales con las más novedosas técnicas y luz artificial, se cultivan 90 variedades de las rosas de mayor éxito para los continentes europeo y africano.

## Algunas creaciones de Rosen Tantau

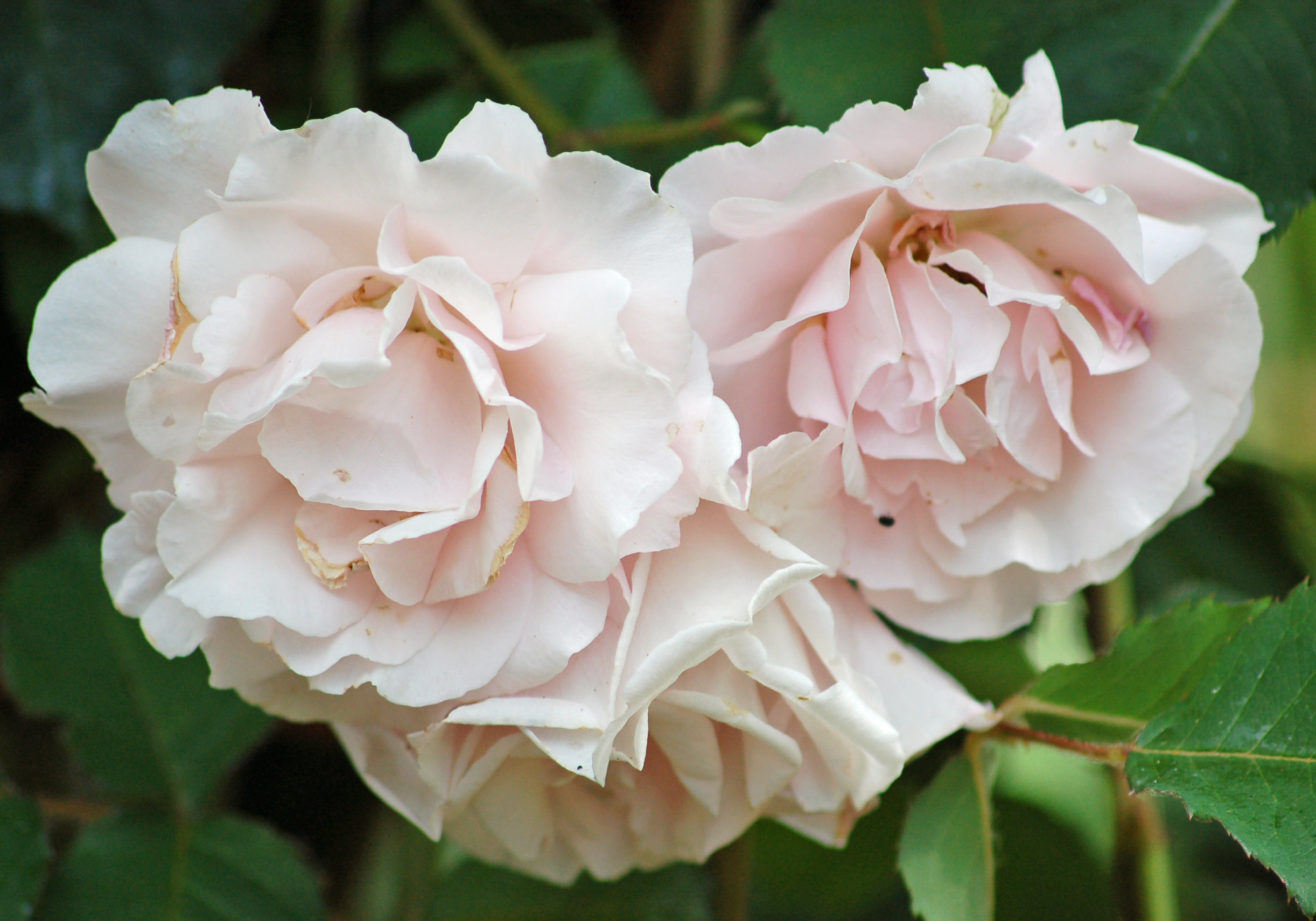
'Johanna Röpke' Mathias Tantau (sénior) 1931.
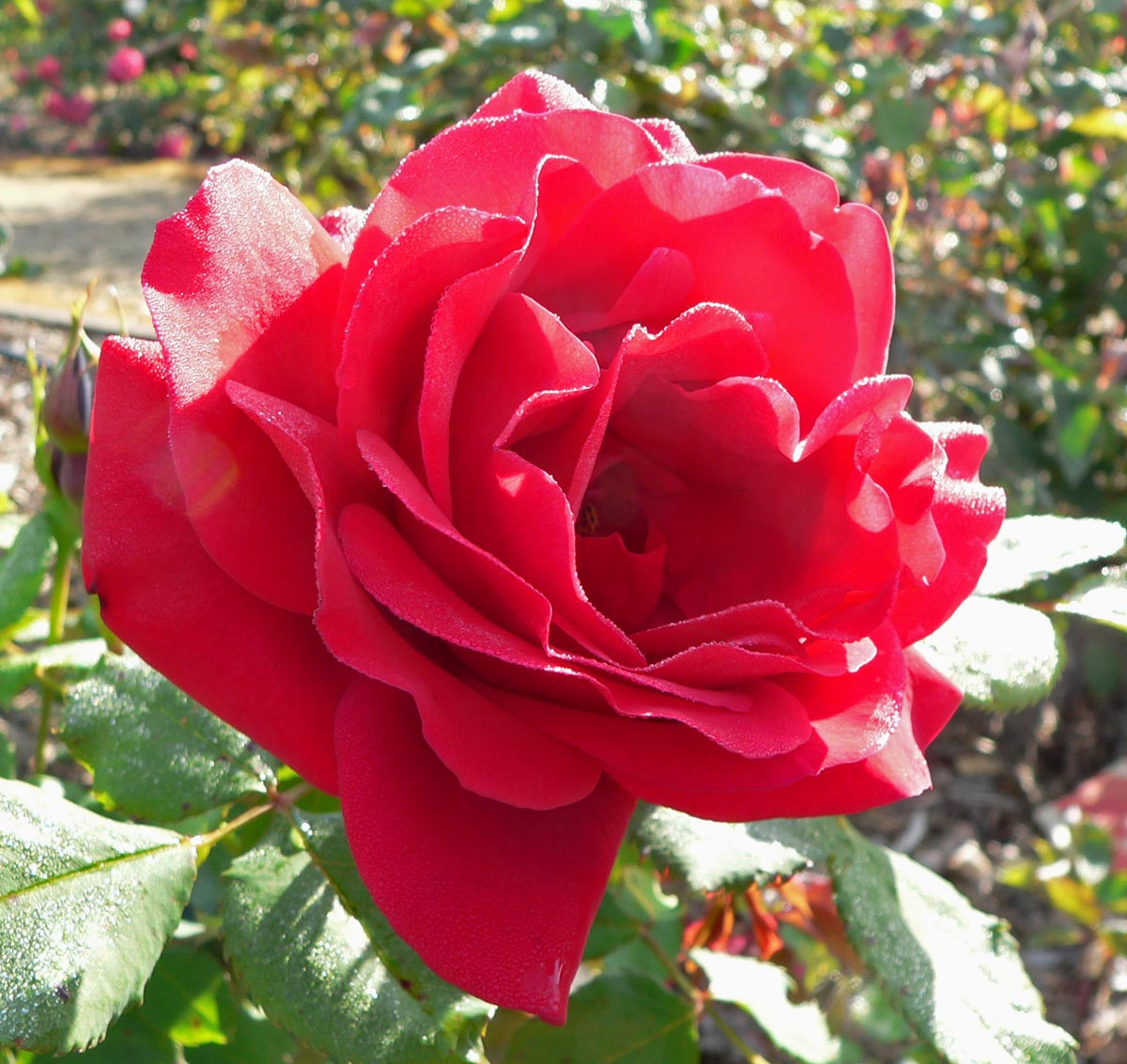
'Lissy Horstmann', Mathias Tantau (sénior) 1943.
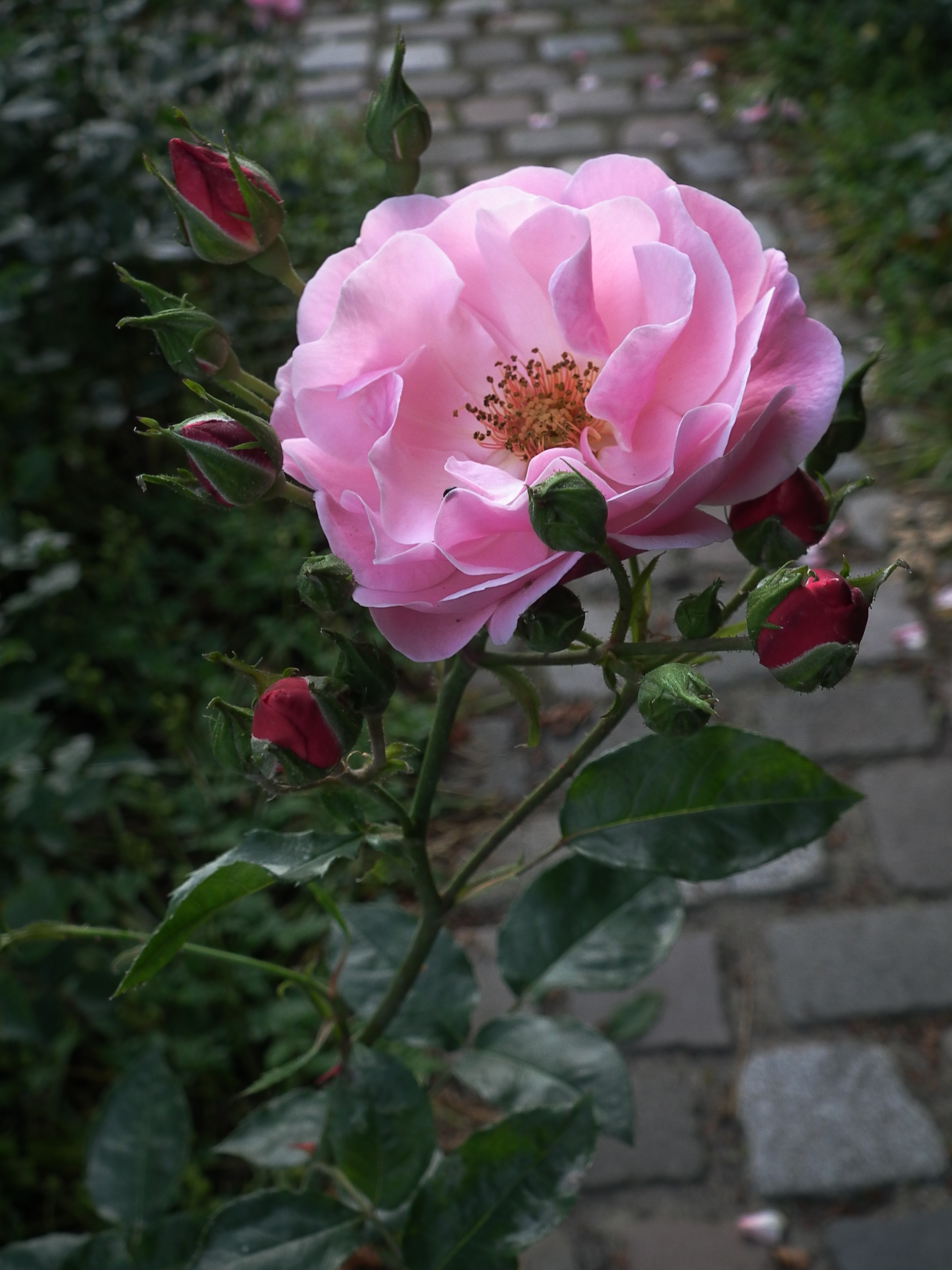
'Märchenland', Mathias Tantau (sénior) 1946.
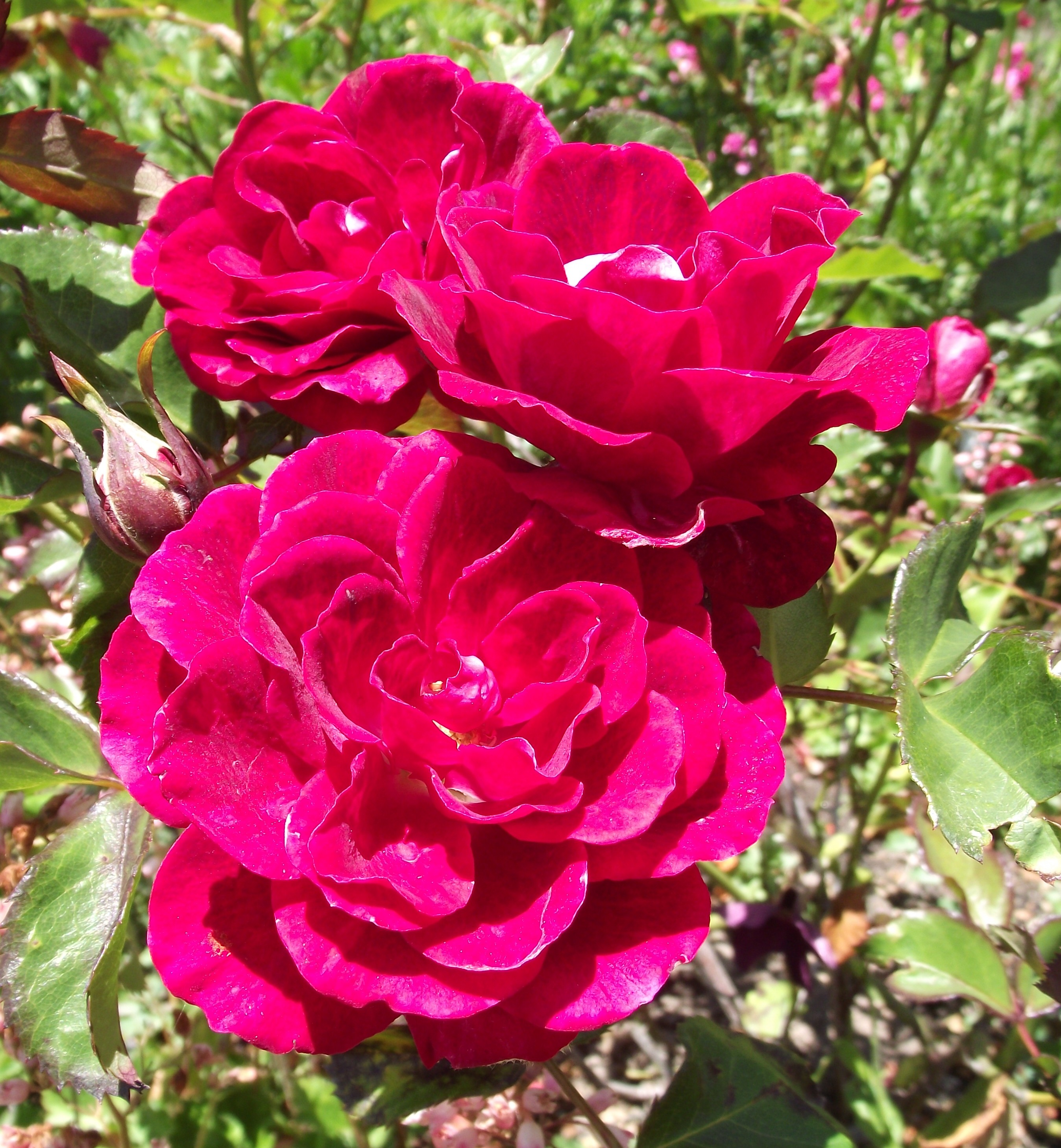
'Garnette', Mathias Tantau (sénior) 1947.
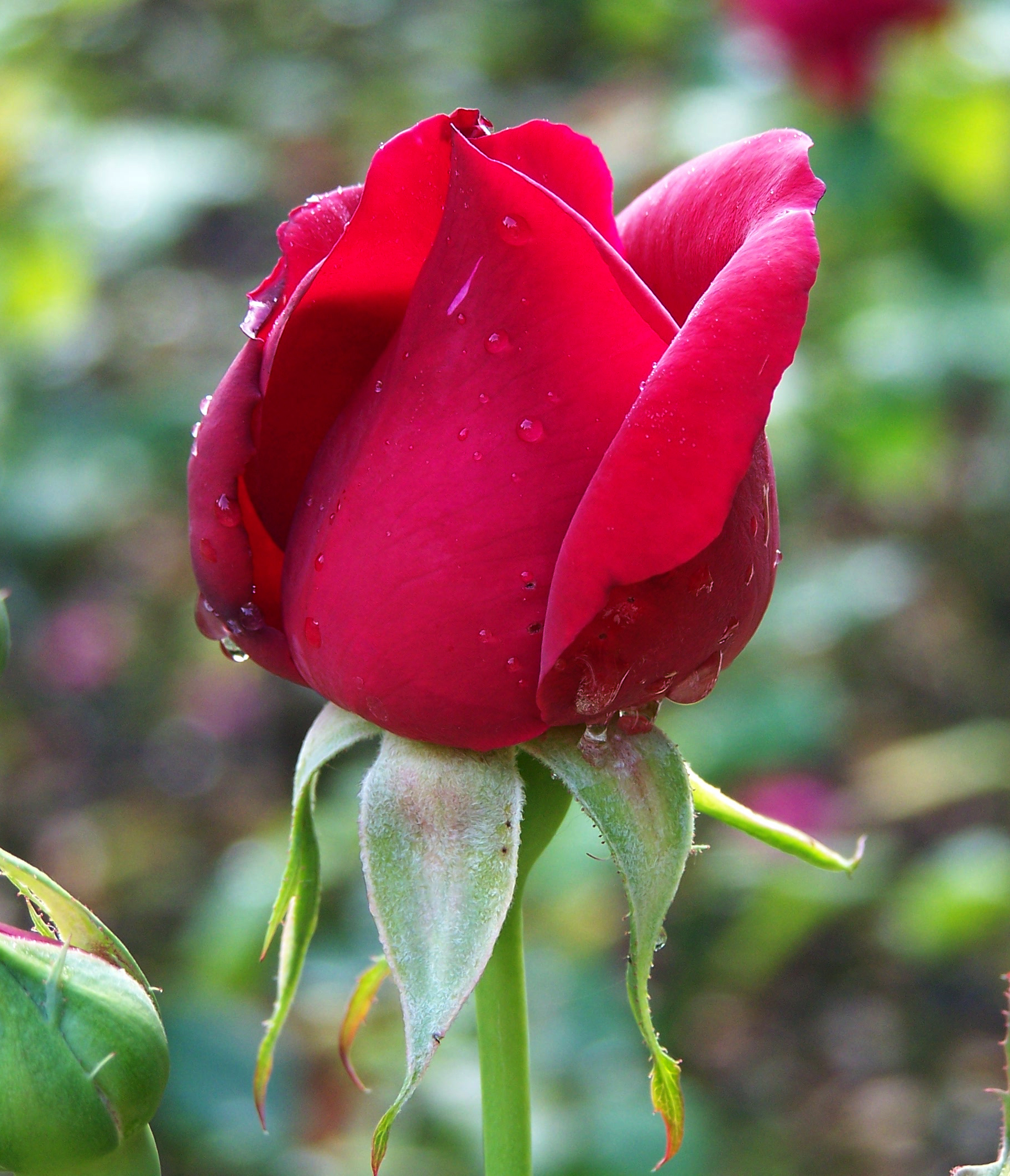
'Konrad Adenauer', Mathias Tantau jun. 1954.
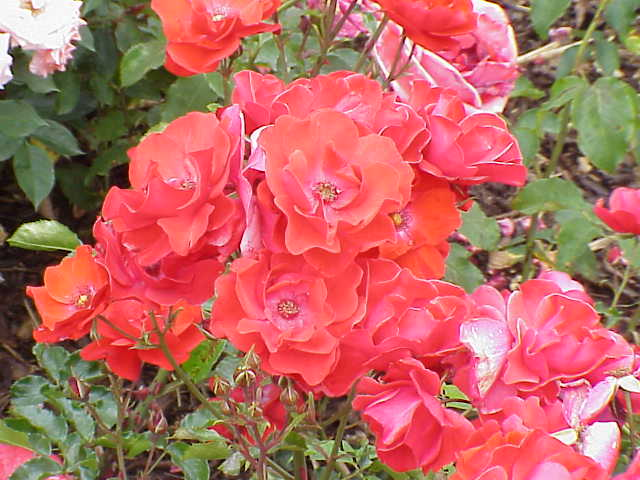
'Paprika', Mathias Tantau jun. 1958.
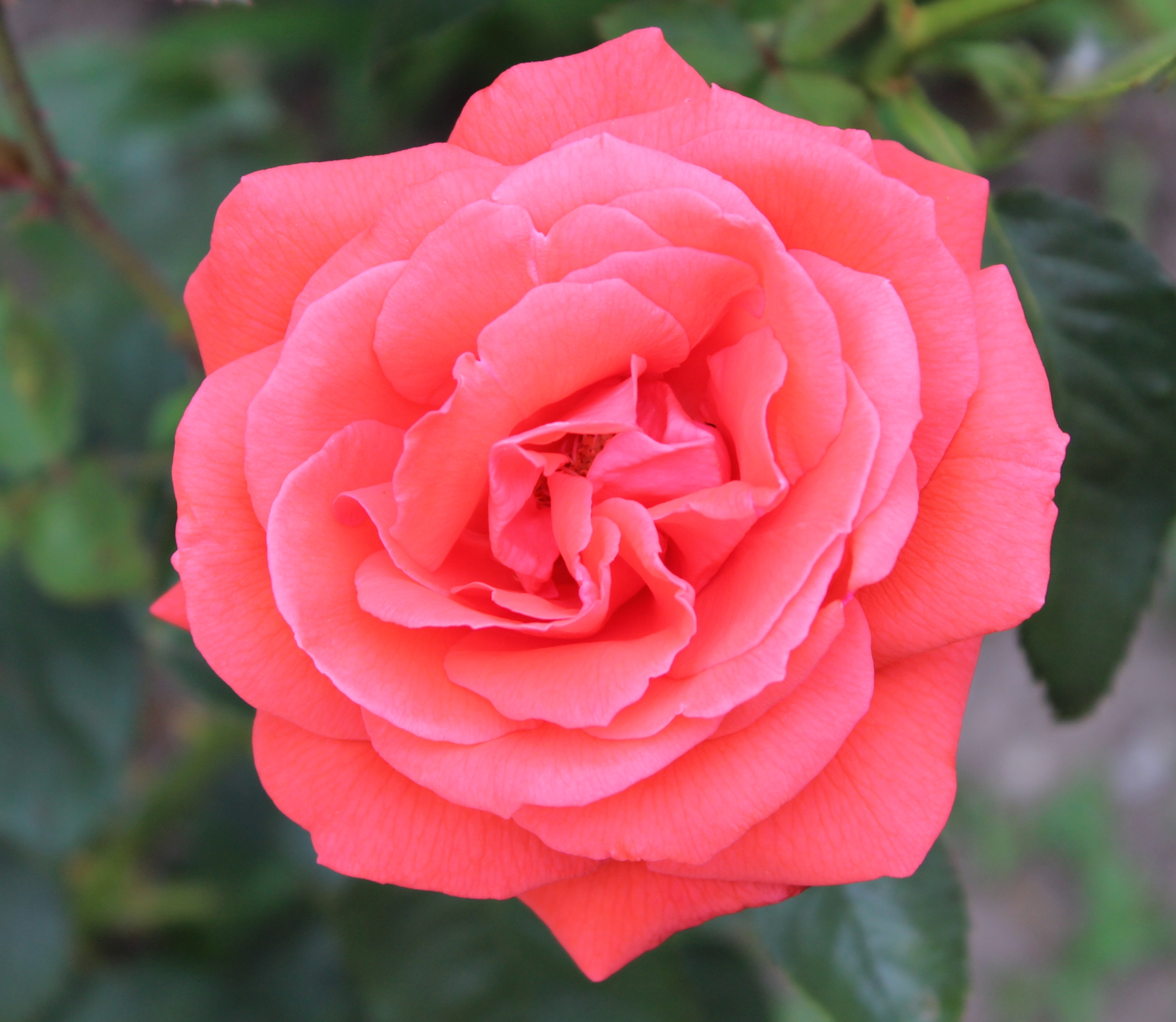
'Super Star', Mathias Tantau jun. 1960.
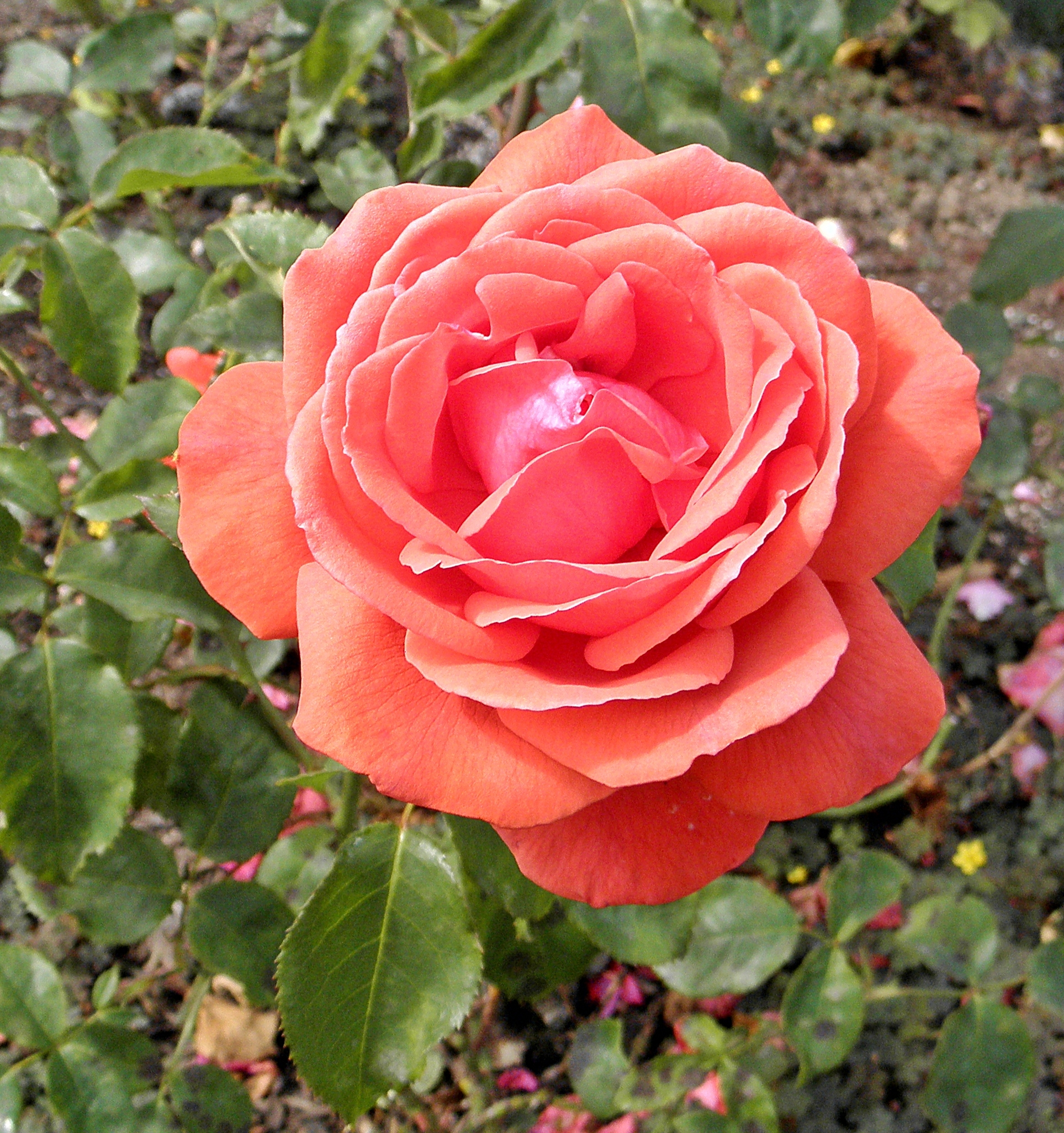
'Duftwolke', Mathias Tantau jun. 1963. Rosa favorita del mundo 1981.
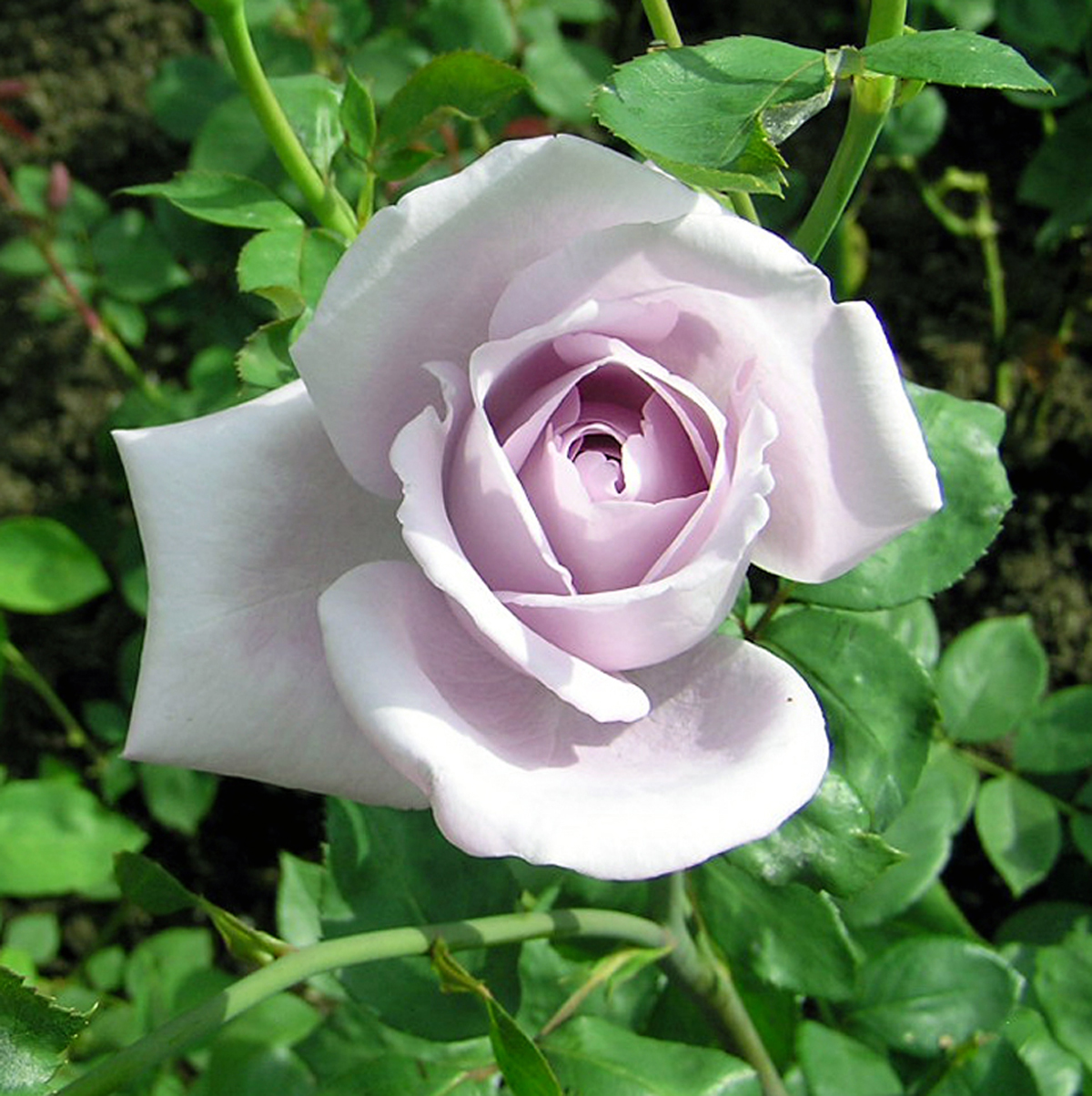
'Mainzer Fastnacht', Mathias Tantau jun. 1964.
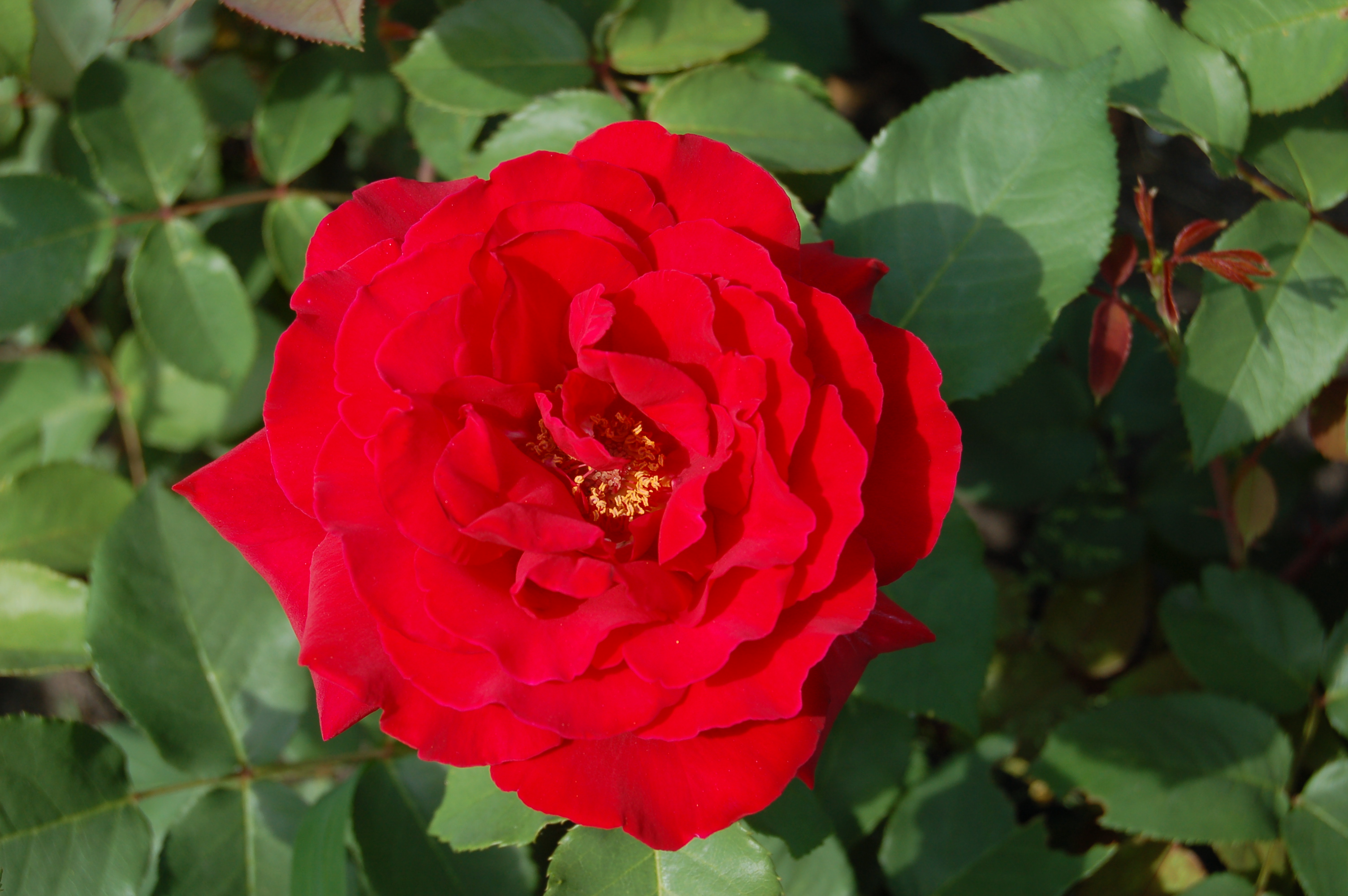
'Erotika', Mathias Tantau jun. 1968.
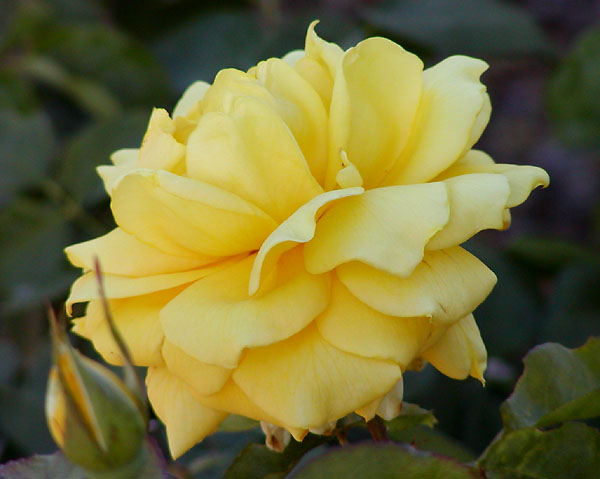
'Landora', Mathias Tantau jun. 1970.
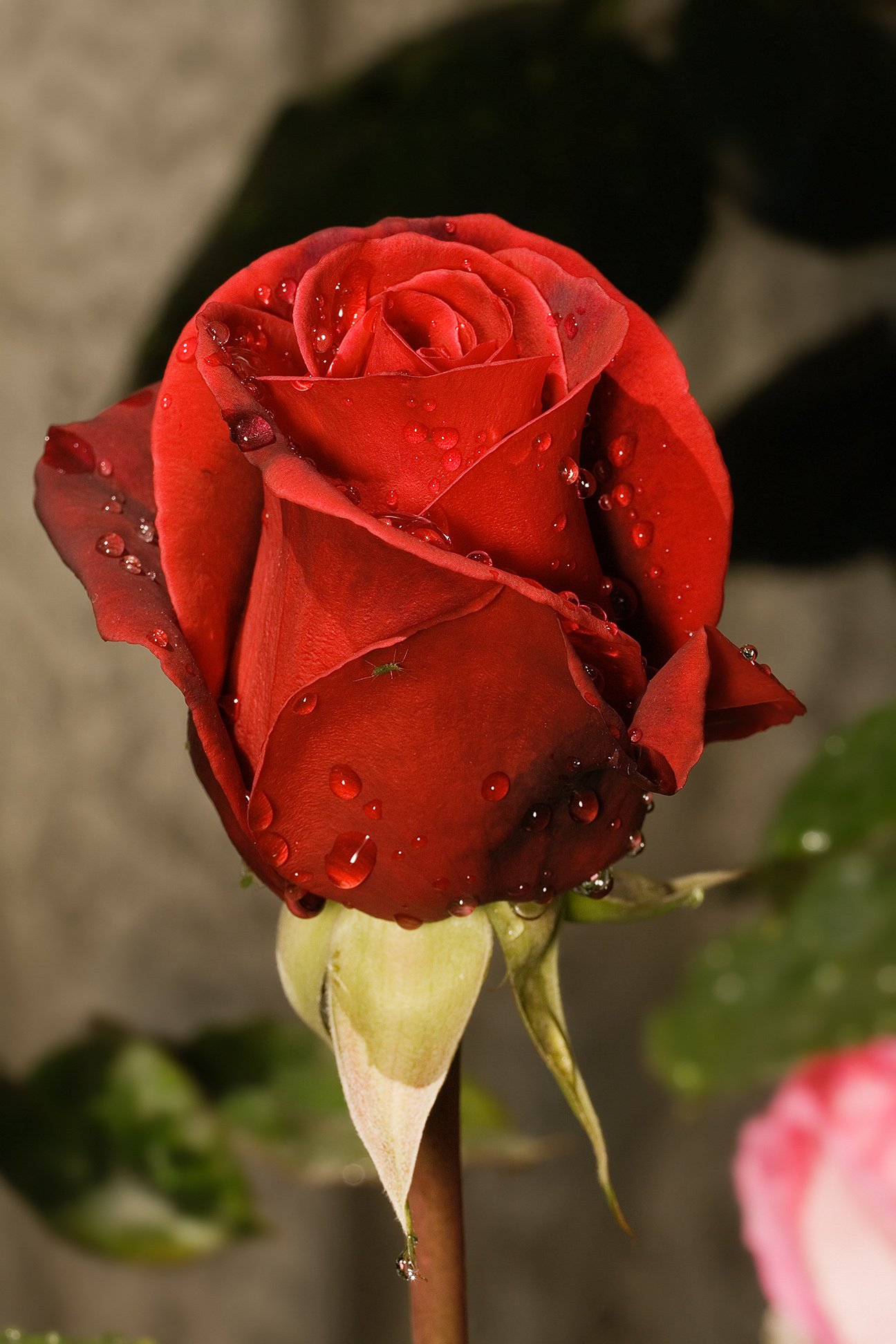
'Camp David', Mathias Tantau jun. 1984.
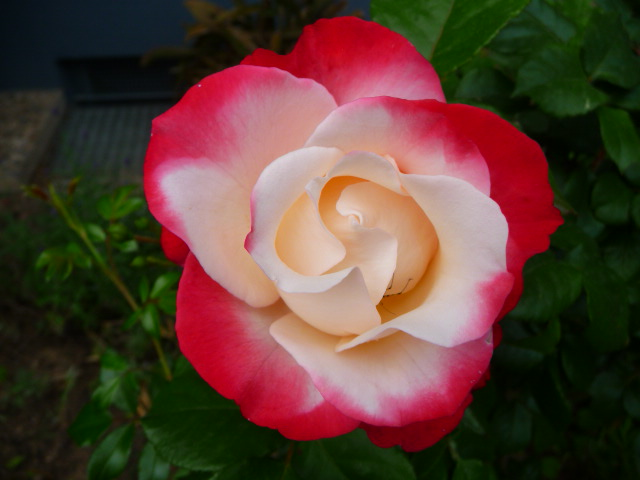
'Nostalgie', Tantau 1997. "Goldene Rose" Baden-Baden 1995. "Top Rose" Den Haag y el Premio de Oro Glasgow 2002.
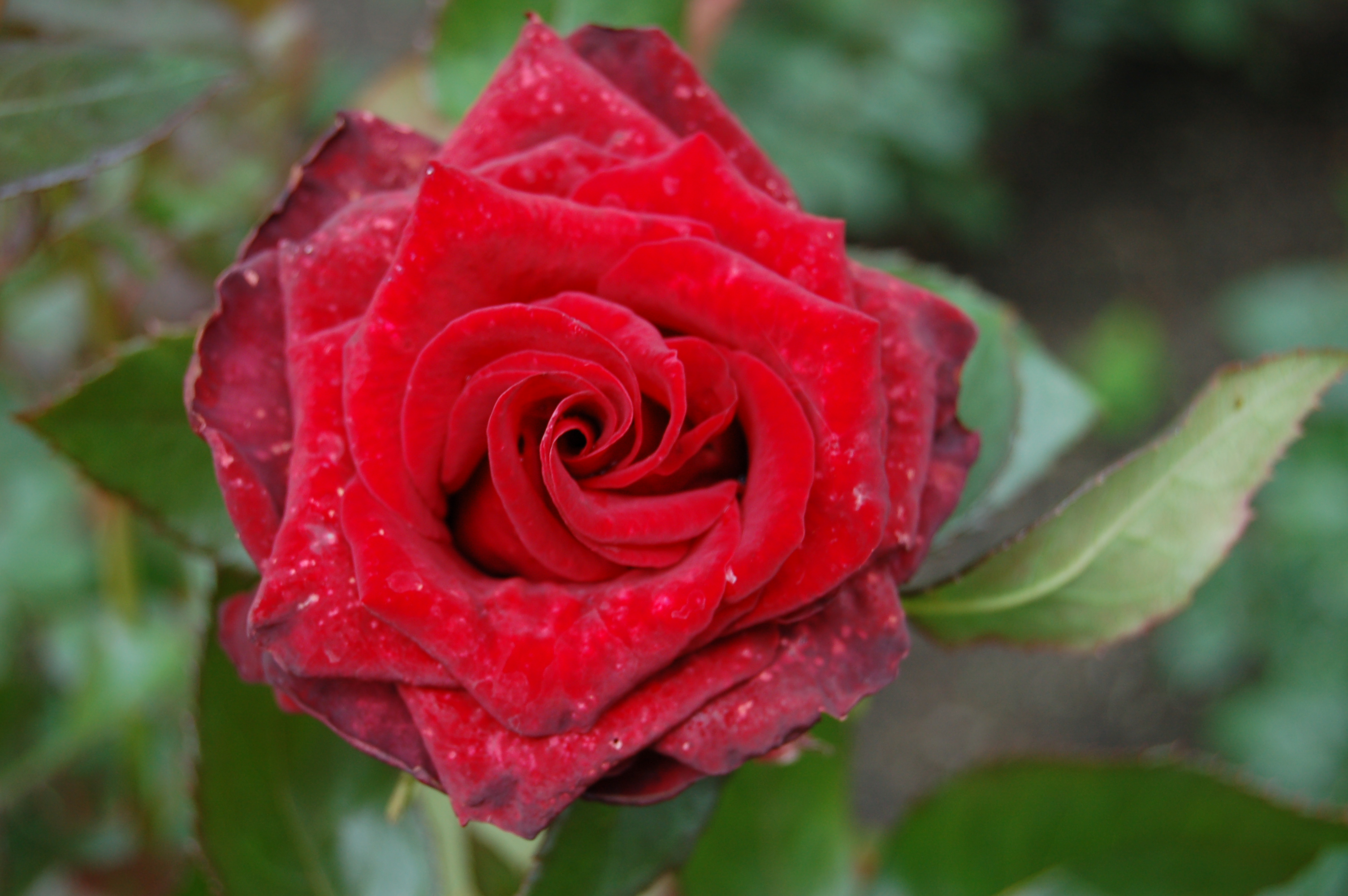
'Black Magic', Tantau 1997. "Goldene Rose" Baden-Baden 2000.
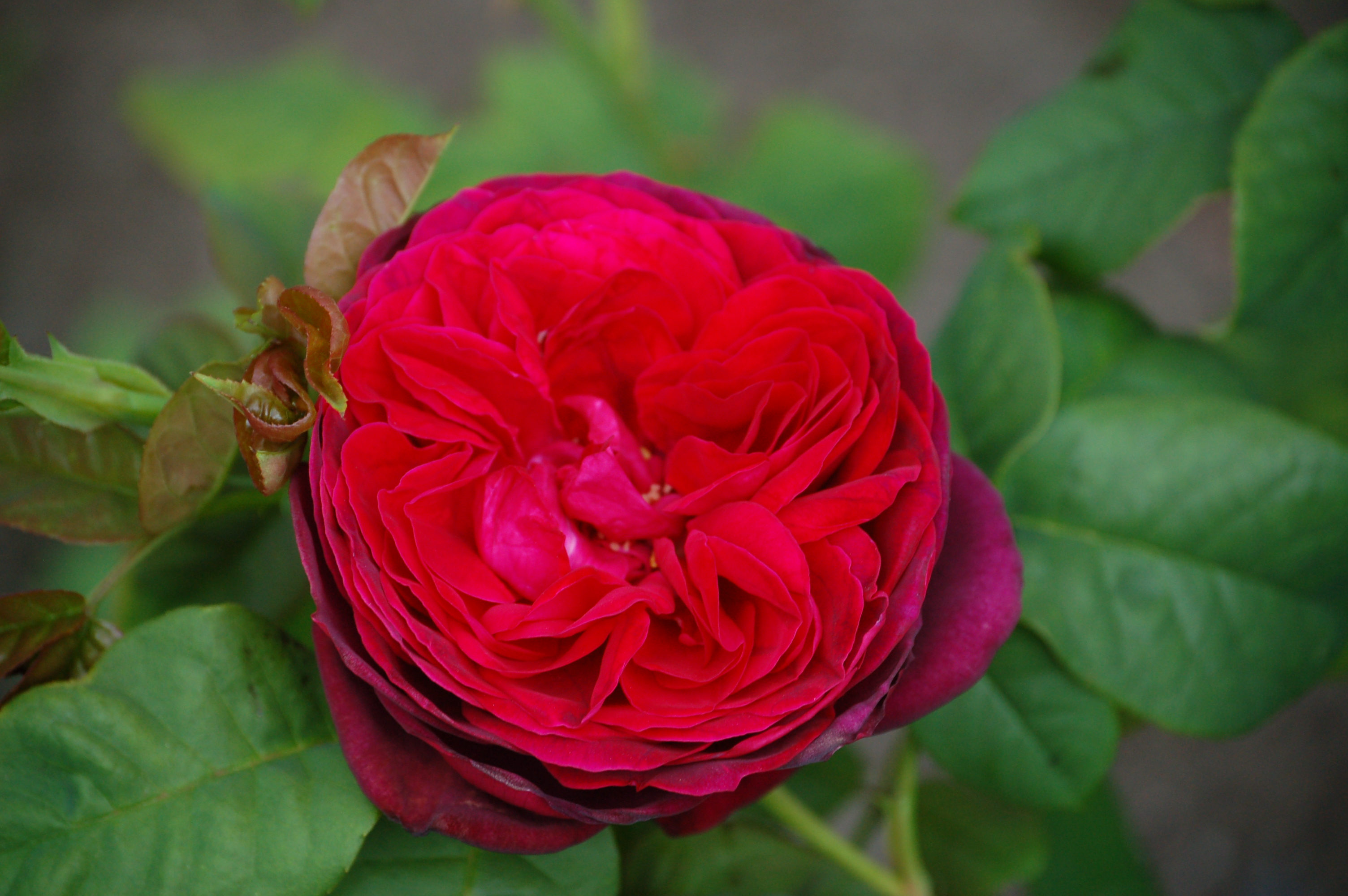
'Astrid Gräfin von Hardenberg', Tantau 2002. Medalla de Oro y Mejor Duftrose Concorso International in Rom 2002).
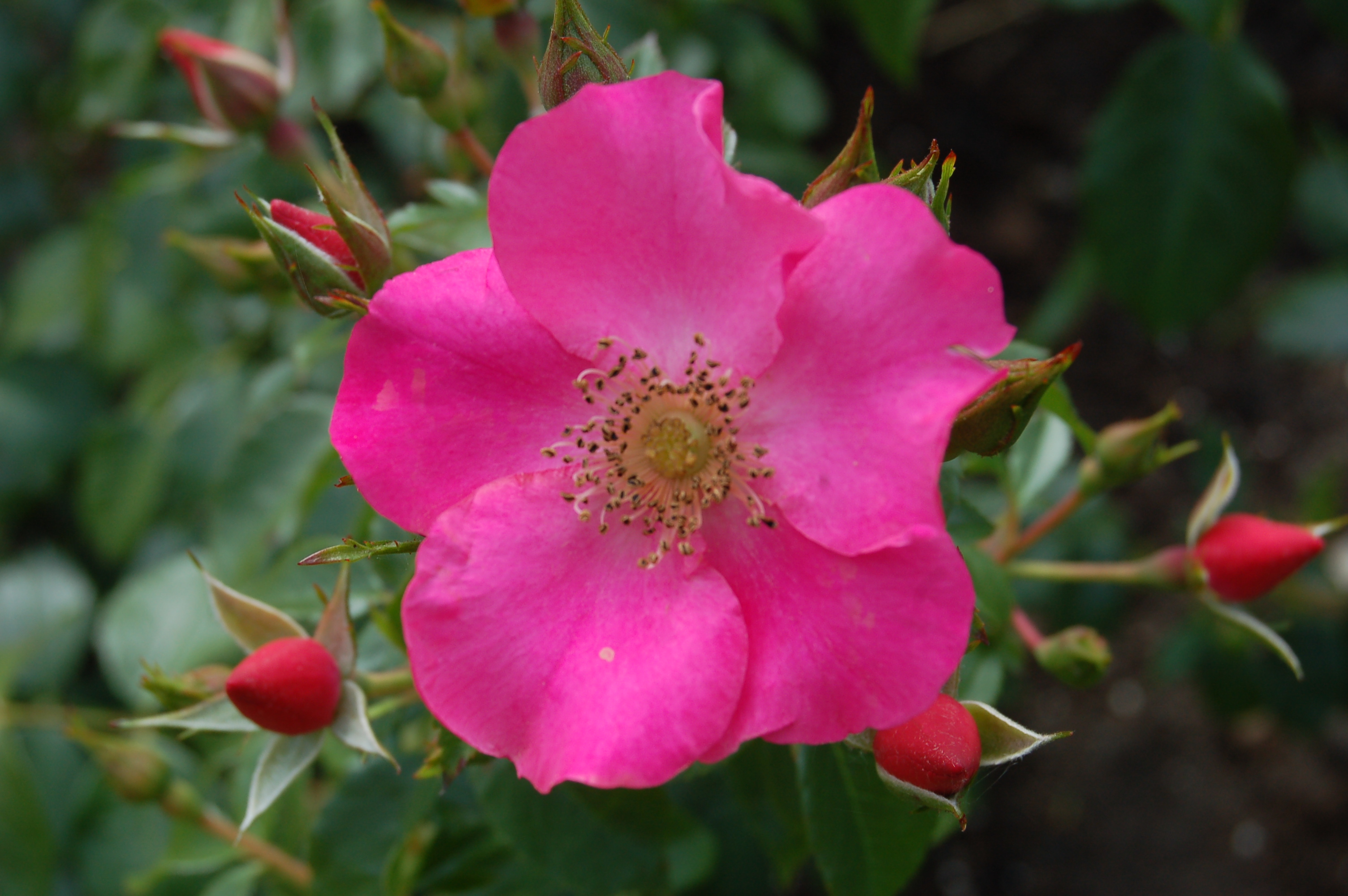
'Stadt Rom', Tantau 2007. ADR 2007: „Beste Sorte im Jahrgang“, 1. Preis Paris: „Beste Neuheit“ 2007)